# كلايد سيفتون
كلايد سيفتون (بالإنجليزية: Clyde Sefton) مواليد 20 يناير 1951 في فيكتوريا، هو دراج أسترالي سابق. سبق أن شارك في دورة الألعاب الأولمبية الصيفية وفاز بميدالية أولمبية. حقق أيضا ميدالية في دورة ألعاب الكومنولث.

## الميداليات
| الميدالية | المسابقة                       |
| --------- | ------------------------------ |
| فضية      | الألعاب الأولمبية الصيفية 1972 |

## روابط خارجية
- كلايد سيفتون على موقع أرشيف الدراجات (الإنجليزية)
- كلايد سيفتون على موقع إحصائيات الدراجات الإحترافية (الإنجليزية)
- كلايد سيفتون على موقع أوليمبيديا (الإنجليزية)
- كلايد سيفتون على موقع اللجنة الأولمبية الأسترالية (الإنجليزية)
- كلايد سيفتون على موقع اتحاد ألعاب الكومنولث (مؤرشف) (الإنجليزية)